# Cavaleiros do Forró - O Filme Ao Vivo em Natal
"O Filme" ao vivo em Natal é o primeiro álbum de vídeo e o quinto álbum ao vivo da banda Cavaleiros do Forró, lançado em 2005 pela Polydisc. O álbum é até hoje um dos mais populares da carreira do grupo, e vendeu segundo o site oficial da banda mais de 250 mil cópias, ganhando o disco de platina duplo. O álbum conta com os vocalistas Jailson Santos, Eliza Clívia, Ramon Costa e Neto Araújo e faz parte da turnê do álbum Meio a Meio - Vol. 4. Foi o último álbum a apresentar Inácio Alexandre (em playback, como homenagem póstuma, pois o cantor faleceu em um acidente de trânsito meses antes). Também foi o último trabalho de Neto Araújo na banda até seu retorno em 2019.

## História
Gravado em novembro de 2004 no Estádio Machadão (atual Arena das Dunas) no segundo semestre de 2004 e produzido por Alex Padang, o projeto traz grandes sucessos do grupo, como Alô (sendo uma homenagem ao vocalista Inácio, morto no acidente de ônibus em maio daquele ano), Se Réi Pra Lá, Avise A Ela, Mar de Doçura e A Vontade Que Eu Tenho, e recebeu um público estimado em 60 mil pessoas. Na ocasião, foram arrecadados alimentos não-perecíveis, doados para instituições carentes do Rio Grande do Norte. Cavaleiros do Forró foi a primeira banda do gênero a gravar um DVD num estádio de futebol.

## Lista de faixas
| N.º            | Título                                                                                           | Compositor(es)                                                             | Vocalista principal         | Duração  |  |
| 1.             | "Abertura"                                                                                       |                                                                            |                             |          |  |
| 2.             | "Alô" (playback in memorian - Inácio e Edvan)                                                    | João Ribeiro                                                               | Eliza, Inácio, Neto e Ramon |          |  |
| 3.             | "Se Réi Pra Lá"                                                                                  | Alex Padang                                                                | Jailson                     |          |  |
| 4.             | "Vai Dar Trabalho a Outro"                                                                       | Ribeiro                                                                    | Jailson                     |          |  |
| 5.             | "O Esporte da Mulher (O Karatê)"                                                                 | Ribeiro                                                                    | Jailson                     |          |  |
| 6.             | "Bebo, Rico e Brabo"                                                                             | Edu Luppa                                                                  | Jailson e Neto              |          |  |
| 7.             | "Avise A Ela"                                                                                    | Padang Beto Caju Chrystian Lima                                            | Neto                        |          |  |
| 8.             | "Mar de Doçura"                                                                                  | Ribeiro                                                                    | Neto e Eliza                |          |  |
| 9.             | "A Vontade Que Eu Tenho"                                                                         | Caju Lima                                                                  | Eliza e Ramon               |          |  |
| 10.            | "A Música do Dia"                                                                                | Ribeiro Padang                                                             | Jailson                     |          |  |
| 11.            | "Pra Sempre" (originalmente gravada por Zezé Di Camargo & Luciano)                               | César Augusto Piska                                                        | Ramon                       |          |  |
| 12.            | "Minha História (La Mia Storia Tra Le Dita) (Acústico)" (originalmente gravada por José Augusto) | Gianluca Grignani / Massimo Luca versão: José Augusto / Paulo Sérgio Valle | Jailson                     |          |  |
| 13.            | "Os Outros (Acústico)" (originalmente gravada por Kid Abelha)                                    | Leoni                                                                      | Eliza                       |          |  |
| 14.            | "Você Vai Ver (Acústico)" (originalmente gravada por Zezé Di Camargo & Luciano)                  | Elias Muniz Carlos Colla                                                   | Neto e Ramon                |          |  |
| 15.            | "Abertura II"                                                                                    |                                                                            |                             |          |  |
| 16.            | "Frete"                                                                                          | Padang                                                                     | Jailson                     |          |  |
| 17.            | "Ciúme"                                                                                          | Ribeiro                                                                    | Jailson                     |          |  |
| 18.            | "Mulher Eletricista"                                                                             | Ribeiro Padang                                                             | Jailson e Eliza             |          |  |
| 19.            | "Doce Desejo" (originalmente gravada por Bruno & Marrone e Claudia Leitte)                       | Bruno Felipe Falcão                                                        | Jailson e Eliza             |          |  |
| 20.            | "Penitência"                                                                                     | Ribeiro Padang                                                             | Jailson                     |          |  |
| 21.            | "Só Você" (originalmente gravada por José Augusto)                                               | José Augusto Paulo Sérgio Valle                                            | Eliza e Neto                |          |  |
| 22.            | "Só Você" (originalmente gravada por José Augusto)                                               | José Augusto Paulo Sérgio Valle                                            | Eliza e Neto                |          |  |
| 23.            | "Homenagem Aos Vaqueiros"                                                                        |                                                                            | Locução: Chico Locutor      |          |  |
| 24.            | "Com A Corda Toda"                                                                               | Luppa                                                                      | Todos                       |          |  |
| 25.            | "Tema Final"                                                                                     |                                                                            |                             |          |  |
| Duração total: | Duração total:                                                                                   | Duração total:                                                             | Duração total:              | 01:27:20 |  |

| Extras |                                     |         |  |
| N.º    | Título                              | Duração |  |
| 1.     | "Não Pegue Esse Avião" (videoclipe) |         |  |
| 2.     | "Alô" (videoclipe)                  |         |  |
| 3.     | "Imagens de Natal"                  |         |  |
| 4.     | "Making Of"                         |         |  |
| 5.     | "Galeria de Fotos"                  |         |  |

## Ficha técnica
Gravado no Estádio Machadão, Natal (RN), em 28 de novembro de 2004
Vocalistas principais: Jailson Santos, Eliza Clívia, Ramon Costa, Neto Araújo e Inácio Alexandre (playback).
Dançarinos: Walace, Ricardo, Denis, Regis, Jamile, Rosana, Alessandra e Aline
Teclados: Rocha Neto
Bateria: Maciel (papada)
Percussão: Hulck e Bruxo
Baixo: George
Guitarra: Gilvan
Trombone: Petrônio
Sax: Chaguinha
Trompete: Sigberto
Acordeon: Dedé